# Gustavo Boccoli
Gustavo Boccoli - em hebraico, גוסטבו בוקולי (São Paulo, 16 de fevereiro de 1978), conhecido também por Boccoli, é um ex-futebolista brasileiro radicado em Israel. Jogava como meia-atacante. Hoje ele é pastor da Igreja Universal do Reino de Deus ministra cultos em Israel, lugar onde é considerado uma das pessoas mais conhecidas.

## Carreira
Iniciou sua carreira em 1999, no Brescia (ele também possui cidadania italiana), mas não jogou nenhuma partida pelo clube. Em 2000, assinou com o Paraná Clube, único time brasileiro que defendeu.
A partir da temporada 2001-02, passou a defender equipes israelenses, tendo atuado por Hapoel Ramat Gan, Hakoah Ramat Gan e Maccabi Ahi Nazareth. Porém, seria no Maccabi Haifa onde Boccoli viveu sua melhor fase. Pela equipe, foram 6 títulos conquistados e a eleição de Futebolista do ano de 2006 em Israel. O meia pensou inclusive em defender a Seleção Israelense, mas ele nunca foi lembrado em convocações. A cidadania israelense foi obtida em dezembro de 2013.
Em junho de 2015, aos 37 anos, Boccoli oficializou sua aposentadoria, com 301 jogos disputados pelo Campeonato Israelense (434 no total), e 35 gols marcados (39 no total).

## Títulos
Maccabi Ahi Nazareth
- Liga Leumit (fútbol) (Segunda divisão): 2002–03

Maccabi Haifa
- Campeonato Israelense: 2003–04, 2004–05